# Trichoniscoides
Trichoniscoides är ett släkte av kräftdjur som beskrevs av Georg Ossian Sars 1899. Trichoniscoides ingår i familjen Trichoniscidae.

## Dottertaxa tillTrichoniscoides, i alfabetisk ordning[1][2]
- Trichoniscoides albidus
- Trichoniscoides arcangelii
- Trichoniscoides asturiensis
- Trichoniscoides bonneti
- Trichoniscoides breuili
- Trichoniscoides broteroi
- Trichoniscoides cadurcensis
- Trichoniscoides calcaris
- Trichoniscoides cassagnaui
- Trichoniscoides catalonensis
- Trichoniscoides cavernicola
- Trichoniscoides consoranensis
- Trichoniscoides davidi
- Trichoniscoides dubius
- Trichoniscoides fouresi
- Trichoniscoides helveticus
- Trichoniscoides heroldi
- Trichoniscoides jeanneli
- Trichoniscoides lagari
- Trichoniscoides leydigi
- Trichoniscoides lusitanus
- Trichoniscoides machadoi
- Trichoniscoides meridionalis
- Trichoniscoides mixtus
- Trichoniscoides modestus
- Trichoniscoides ouremensis
- Trichoniscoides picturarum
- Trichoniscoides pitarquensis
- Trichoniscoides pseudomixtus
- Trichoniscoides pulchellus
- Trichoniscoides pyrenaeus
- Trichoniscoides remyi
- Trichoniscoides saeroeensis
- Trichoniscoides sarsi
- Trichoniscoides scabrous
- Trichoniscoides scoparum
- Trichoniscoides serrai
- Trichoniscoides subterraneus
- Trichoniscoides tuberculatus
- Trichoniscoides vandeli